# Domingo Benages Sacristán
Domingo Benages Sacristán fue un militar español que participó en la Guerra civil española.

## Biografía
Militar profesional, en julio de 1936 ostentaba el rango de capitán y se encontraba destinado del Regimiento de infantería «Almansa» n.º 15 de Tarragona.
Tras el estallido de la Guerra civil se mantuvo fiel a la República, integrándose después en el nuevo Ejército Popular de la República. Se puso al frente del batallón «Tarraco», con el que marchó al frente del Centro e intervendría en la batalla del Jarama. En el transcurso de la contienda ascendería al rango de comandante. El 27 de marzo de 1937 fue nombrado jefe de la 7.ª Brigada Mixta, mando que ostentó hasta junio, cuando fue sustituido por el mayor de milicias Américo Brizuela Cuenca. Por esas fechas también habría ostentado el mando de la 16.ª División, desplegada en el frente del Centro. Entre septiembre y diciembre de 1937 mandó la 69.ª División, de nueva creación.